# Panchlora irrorata
Panchlora irrorata är en kackerlacksart som beskrevs av Morgan Hebard 1924. Panchlora irrorata ingår i släktet Panchlora och familjen jättekackerlackor.
Artens utbredningsområde är Ecuador. Inga underarter finns listade i Catalogue of Life.